# Bernard Georg Kellermann

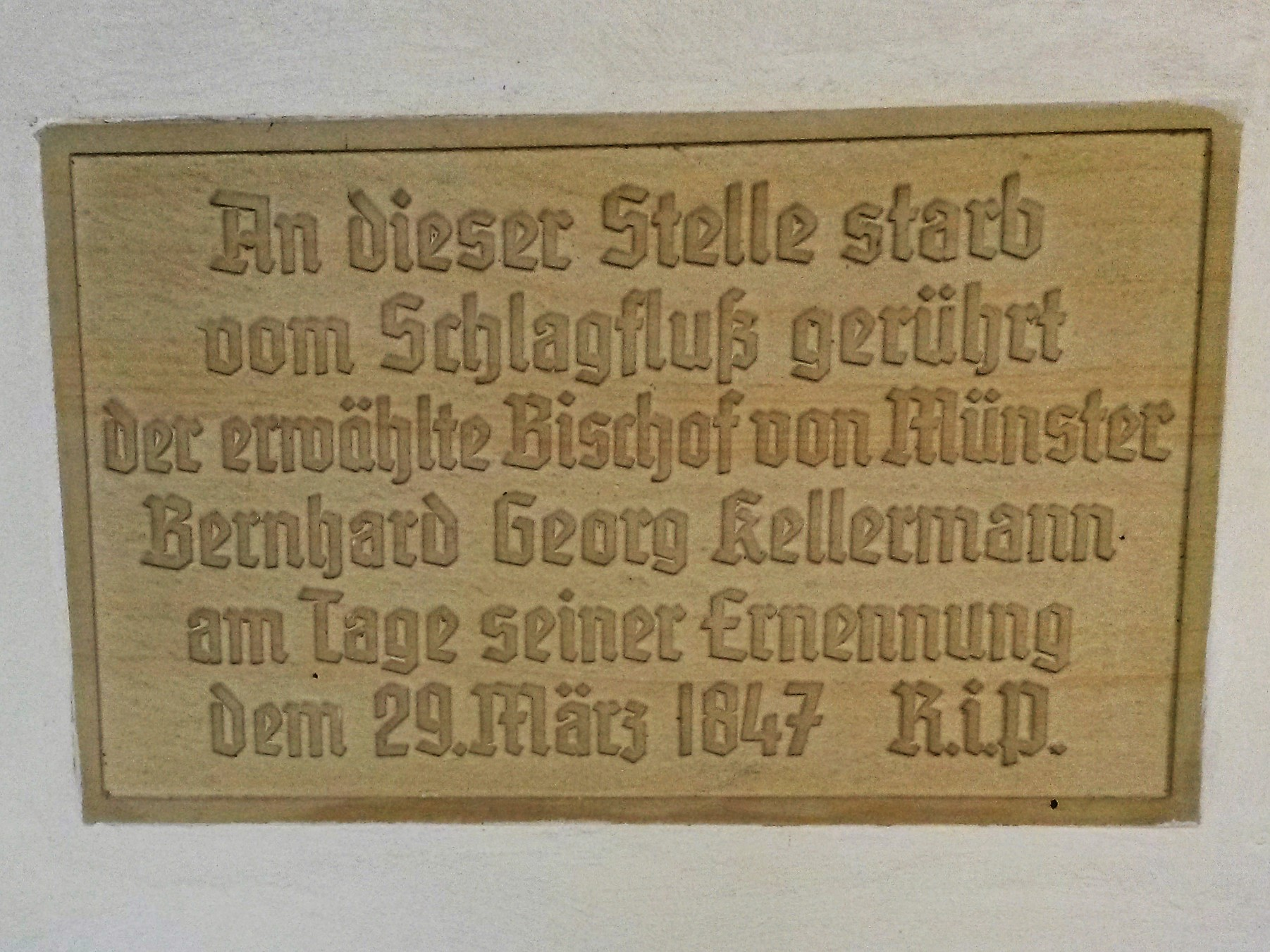
Gedenktafel im Kreuzgang des Domes zu Münster

Bernard Georg Kellermann (auch Bernhard Georg Kellermann geschrieben, * 11. Oktober 1776 in Freckenhorst; † 29. März 1847 in Münster) war ein deutscher Theologe und erwählter katholischer Bischof.

## Leben
Bernard Georg Kellermann stammte aus einfachen Verhältnissen, durch kirchliche Förderung konnte er jedoch das Gymnasium Paulinum in Münster besuchen und nach dem Abitur katholische Theologie studieren. Er wurde 1801 Hauslehrer bei Friedrich Leopold zu Stolberg-Stolberg. Am 2. August 1802 wurde er zum Priester geweiht und war Pfarrer verschiedener Münsteraner Pfarreien. So kam er 1812 an die Servatiikirche und war von 1817 bis 1840 Pfarrdechant an der Ludgerikirche sowie zugleich 1823 bis 1847 Domprediger. Auf Veranlassung des Bischofs übernahm er 1827 eine Professur für neutestamentliche Exegese an der theologischen Fakultät zu Münster, die ihn am 6. Februar 1834 zum Doktor der Theologie promovierte. Ab 1837 lehrte er Pastoraltheologie. 1840 wurde er Domkapitular und Dompfarrer, war darauf seit 1841 unter dem Ministerium Eichhorn in Berlin in kirchlichen Angelegenheiten beschäftigt. Er wurde am 13. Dezember 1846 zum Bischof von Münster gewählt. Am 28. März 1847 wurde er vom Papst bestätigt und starb am Tag darauf, also noch vor seiner Amtseinführung am 29. März 1847 im Kreuzgang des Doms.